# Município de Warren (condado de Jefferson, Ohio)
O município de Warren (em inglês: Warren Township) é um município localizado no condado de Jefferson no estado estadounidense de Ohio. No ano de 2010 tinha uma população de 4.232 habitantes e uma densidade populacional de 70,36 pessoas por km².

## Geografia
O município de Warren encontra-se localizado nas coordenadas 40° 11′ 46″ N, 80° 43′ 12″ O. Segundo a Departamento do Censo dos Estados Unidos, o município tem uma superfície total de 60.15 km², da qual 59.82 km² correspondem a terra firme e (0.54%) 0.33 km² é água.

## Demografia
Segundo o censo de 2010, tinha 4.232 habitantes residindo no município de Warren. A densidade populacional era de 70,36 hab./km². Dos 4.232 habitantes, o município de Warren estava composto pelo 98.18% brancos, o 0.71% eram afroamericanos, o 0.07% eram amerindios, o 0.07% eram asiáticos, o 0.02% eram insulares do Pacífico, o 0.14% eram de outras raças e o 0.8% pertenciam a duas ou mais raças. Do total da população o 0.43% eram hispanos ou latinos de qualquer raça.